# Azpeitia
Azpeitia település Spanyolországban, Gipuzkoa tartományban. Azpeitia Azkoitia, Deba, Zestoa, Errezil, Beizama, Beasain, Ezkio-Itsaso és Zumarraga községekkel határos. Lakosainak száma 15 208 fő (2024).

## Népesség
A település lakosságának változását az alábbi diagram mutatja:
| Lakosok száma | 13 661 | 13 857 | 13 930 | 14 375 | 14 351 | 14 580 | 14 666 | 14 936 | 15 191 | 15 208 |
|               | 2001   | 2004   | 2006   | 2009   | 2011   | 2014   | 2016   | 2019   | 2021   | 2024   |